# Immunglobulin-superfamilien
Immunglobulin-superfamilien er en familie af proteiner, der indeholder et eller flere immunglobulin-domæner eller immunglobulin-lignende domæner. Immunglobulin-superfamilien omfatter immunglobuliner og i hundredvis af andre proteiner med forskellige funktioner. Eksempler udover antistofferne er celleadhæsionsmolekyler, muskelproteiner bl.a. kæmpe muskelproteinet titin og receptortyrosinkinaser. Immunglobulin-lignende domæner kan være involveret i bindinger imellem proteiner og imellem proteiner og andre ligander.
Immunglobulin-superfamilien er en af de største protein-familier og tegner sig for mere end 2 % af de samlede menneskelige gener. Yderligere er immunglobulin-lignende domæner rigt fordelt i naturen, i både hvirveldyr og hvirvelløse dyr, planter, svampe, parasitter, bakterier og virus med mange forskelligartede funktioner ud over molekylære bindings- og genkendelsesprocesser.
Den molekylære evolutionshistorie er beskrevet her.

## Immunglobulin-domænet
Immunoglobulin-domænet er en type proteindomæne der er kompakt og stabilt. Det består af en sandwich af to β-ark bygget op af 7-9 antiparallelle β-kæder, der krydser mellem de to β-ark.
Typisk består domænet af 70-125 aminosyrer med en molekylvægt på 12-15 kDa.
De 7-9 β-kæders forskellige overkrydsning mellem to β-ark giver basis for fire forskellige immunglobulin-domæner: V-type, C1-type, C2-type og I-type og der refereres til proteinerne som V-set, C1-set, C2-set og I-set.

## Fire underfamilier
Der skelnes mellem fire underfamilier:
- V-sættet (efter Variabel, V-set) med V-type immunglobulindomæne,
- C1-sættet og C2-sættet (efter Constant, C1-set, C2-set) med hhv. C1-type og C2-type immunglobulindomæne samt
- I-sættet (efter Intermediate, I-set) med I-type immunglobulindomæne.

Et givent protein kan være i flere underfamilier, da det kan være opbygget med flere typer immunglobulin-domæner (se eksempler).

## Nogle proteiner i immunglobulin-superfamilien
- 112 I-type immunglobulin-domæner: kæmpe muskelproteinet titin, 3-3,7 MDa, det største protein, der kendes (se billederne)[7]
- 70 immunglobulin-domæner (20 V-type og 50 C-type domæner): IgM
- 24 immunglobulin-domæner (8 V-type og 16 C-type domæner): IgA
- 20 immunglobulin-domæner (fire V-type og 16 C-type domæner): IgD i regnbueørred[8]
- 17 immunglobulin-domæner (et V-type og 16 C-type domæner): sialoadhesin, siglec-1 eller CD169, et lectin på overfladen af makrofager
- 14 immunglobulin-domæner (fire V-type og 10 C-type domæner): IgE og IgY fra fugle
- 12 immunglobulin-domæner (fire V-type og otte C-type domæner): IgG og IgD
- 12 immunglobulin-domæner (to V-type og 10 C-type domæner): IgNAR fra haj
- 10 immunglobulin-domæner (V-type og C2-type domæner): DSCAM, Downs Syndrome cell adhesion molecule regulerer neuroners
- Syv immunglobulin-domæner: VEGFR, vascular epidermis growth factor receptor[9]
- Seks immunglobulin-domæner (to V-type og fire C-type domæner): hcIgG fra kamel m.fl.
- Fem immunglobulin-lignende domæner: NCAM, Neural cell adhesion molecule, CD56
- Fire immunglobulin-domæner: CD4
- Tre immunglobulin-domæner: nectin
- To immunglobulin-domæner: CAR (coxsackievirus- og adenovirus-receptoren),[10] CD2, CD8, CD58/LFA-3, Intercellular adhesion molecule (ICAM), Killer-cell immunoglobulin-like receptor, SIGLEC (sialinsyre-bindende lektiner)
- Et V-type immunglobulin-domæne: Thy1 eller CD90, markør for T-celler, det mindste medlem af immunglobulin-superfamilien
- Et C1-type immunglobulin-domæne: Major histocompatibility complex, MHC klasse I og klasse II
- Et immunglobulin-lignende domæne: Izumo, fusionsprotein på spermatozoer[11]

For lister over proteiner i immunglobulin-superfamilien, se V-set, C1-set, C2-set og I-set.